# A Sanctuary – Génrejtek epizódjainak listája
Ez a szócikk a Sanctuary – Génrejtek című tévésorozat epizódjainak listáját tartalmazza, mely egy kanadai sci-fi-fantasy televíziós sorozat. 2007-ben került a közönség elé az interneten webepizódok (webisode) formájában, majd a nagy siker hatására állandó tv-sorozat lett. Főszereplői Amanda Tapping, Robin Dunne, Emilie Ullerup, Christopher Heyerdahl és Ryan Robbins.
A Menedék különféle természetfeletti, abnormális élőlények otthona, melyben biztonságban élhetnek a külvilágtól, illetve a külvilág is biztonságban élhet tőlük. Dr. Helen Magnus (Tapping) és csapata ezen természetfelettiek megsegítését tűzte ki céljául.
Az első évadot 2008. október 3-án kezdte sugározni a SyFy (akkor még Sci Fi Channel), a magyar televízióban az AXN Sci-Fi csatorna 2009. január 4-én kezdte el a sorozat első évadjának vetítését.
A második évadot 2009. október 9-én kezdte sugározni a SyFy, magyar nyelven pedig 2010. január 20-án az AXN Sci-Fi.
2009 végén a SyFy megrendelte a következő évadot, ezúttal már 20 epizóddal. A harmadik évad forgatása 2010. március 15-én kezdődött Vancouverben, és 2010. október 15-én került a SyFy képernyőjére. A 13 epizódos negyedik évadot 2011 elején rendelte meg a SyFy.
|  | Alább a cselekmény részletei következnek! |

## Webepizódok
| #   | Epizódok                         | Tartalom | Első vetítés        |
| --- | -------------------------------- | --- | ------------------- |
| W.1 | Webepizód I. (Webisode I.)       | Miközben Dr. Helen Magnus (Amanda Tapping) egy félelmetes képességekkel rendelkező fiút üldöz, összetalálkozik Dr. Will Zimmermannal (Robin Dunne), a törvényszéki pszichiáterrel, aki talán Dr. Magnus új munkatársa lehet... | 2007. május 14.     |
| W.2 | Webepizód II. (Webisode II.)     | Will Zimmerman egyre jobban belemerül Dr. Magnus misztikus világába és legrégebbi félelmével találja magát szembe. Eközben különleges erők csapnak le áldozatukra, melyek forrása Dr. Magnus távoli múltjából származik.       | 2007. május 28.     |
| W.3 | Webepizód III. (Webisode III.)   | A titokzatos abnormális fiú története lelepleződik, mint ahogyan fény derül Dr. Magnus és John Druitt kapcsolatára is. Eközben Ashley Magnus a fegyverbeszállítójukhoz tart, ahol halálos veszélybe kerül.                     | 2007. június 11     |
| W.4 | Webepizód IV. (Webisode IV.)     | Helen és Will szembeszáll az elszánt Druittal. Will választás elé kerül, régi életébe tér vissza, vagy Dr. Magnus furcsaságokkal teli világát választja.                                                                       | 2007. június 25.    |
| W.5 | Webepizód V. (Webisode V.)       | Magnus és csapata egy távoli sziget ősi kriptáját vizsgálja át, ahol halálos lényekkel találkoznak, és rátalálnak három titokzatos múltú nőre.                                                                                 | 2007. július 16.    |
| W.6 | Webepizód VI. (Webisode VI.)     | A három nő múltjának kutatása tovább folyik, beigazolva Dr. Magnus feltételezését, hogy ők jóval többek, mint aminek tűnnek.                                                                                                   | 2007. július 30.    |
| W.7 | Webepizód VII. (Webisode VII.)   | Will a három nő növekvő erejének áldozatává válik, miközben Magnus igazi személyiségük bizonyítékait kutatja. Ashley szerencséje a szörnyvadászaton kezd fogyni...                                                             | 2007. augusztus 16. |
| W.8 | Webepizód VIII. (Webisode VIII.) | Dr. Magnus, Will és Nagyfiú sikeresen megvédik a Menedéket támadóitól, miközben Ashley a túlélésért harcol egy legyőzhetetlennek tűnő ellenféllel szemben.                                                                     | 2007. augusztus 30. |

## 1. évad
| #     | Epizódok                                  | Tartalom | Első vetítés                        | Magyarországi első vetítés |
| ----- | ----------------------------------------- | --- | ----------------------------------- | -------------------------- |
| 1-2   | Sanctuary – Génrejtek (Sanctuary for All) | A sorozat bevezető része egy titokzatos többszörös gyilkossággal kezdődik, melyhez az FBI-tól elküldött Dr. Will Zimmermant (Robin Dunne) hívja segítségül a helyi rendőrség. A jelek megmutatják Will szakértő szemeinek, hogy az elkövető nem egy egyszerű bűnöző. Az utcán felfedezett 10 év körüli fiú követésébe kezd, ennek során belebotlik a szintén a srácot kereső Dr. Helen Magnusba (Amanda Tapping) és lányába, Ashley-be (Emilie Ullerup). A nyomozás során Dr. Magnus és Will találkoznak, így kerül Will a Menedékbe, ahol állásajánlatot kap, egy furcsa csapat negyedik tagjaként kellene dolgoznia szörnyek, abnormális, eltorzult lények otthonában. Felbukkan Dr. Magnus régi páciense is, John Druitt (Christopher Heyerdahl). | 2008. október 3.                    | 2009. január 4.            |
| 3     | Délibábok (Fata Morgana)                  | Dr. Helen Magnus, Ashley és legújabb csapattaguk, Will, Észak-Skóciába utaznak, ahol három nőt találnak egy ősi kriptában. Magukkal viszik őket a Menedékbe, ám erről egy ellenséges társulás, a Cabal is tudomást szerez, és megpróbálja a különleges képességgel rendelkező nőket megszerezni. | 2008. október 10.                   | 2009. január 11.           |
| 4     | Az Összecsuklók (Folding Man)             | Megmagyarázhatatlan rablások történnek a városban. Dr. Magnus és barátai egy csoport olyan tolvajra derítenek fényt, akik "gumiember" képességgel jutnak át rácsokon, szellőzőnyílásokon, így menekülve el a rablások helyszínéről. | 2008. október 17.                   | 2009. január 18.           |
| 5     | A gyilkos hegy (Kush)                     | Egy természetfeletti lény begyűjtése után Dr. Magnus és Will repülőgépe hazafelé tartva lezuhan valahol a Himalájában. A mentőcsapatok megérkezéséig a zord természeti körülmények mellett egy titokzatos gyilkossal is számolniuk kell, aki az utasokat tizedeli. | 2008. október 24.                   | 2009. január 25.           |
| 6     | A Nubbinok (Nubbins)                      | Két, első ránézésre ártalmatlan, kedves lény bolygatja fel a Menedékben élők napjait. A szőrgombócok miatt megmagyarázhatatlan vonzalmat kezdenek egymás iránt érezni szereplőink, de komoly fenyegetéssel is szembe kell nézniük miattuk. | 2008. november 7.                   | 2009. február 1.           |
| 7     | Az Ötök (The Five)                        | Helen egy régi barátjától azt az információt kapja, hogy a Cabal bosszúra készül a Fata Morgana című részben megtalált három nő megszöktetése miatt, ám a barát saját céljaira akarja felhasználni Dr. Magnust és az életére tör. Közben a Menedékben titokzatos lény garázdálkodik. John Druitt elrabolja Ashley-t és fontos információkat hoz tudomására a lány származásáról. | 2008. november 14.                  | 2009. február 8.           |
| 8     | Edward (Edward)                           | Will egy természetfeletti képességgel rendelkező fiún próbál segíteni, apja halálának körülményeit igyekszik felderíteni. A Menedékben Henrynek másik énjével kell megbirkóznia. | 2008. november 21.                  | 2009. február 15.          |
| 9     | Rekviem (Requiem)                         | Helen és Will egy tengeralattjáróban az óceán mélyén rekednek a Bermuda-háromszögben. Az ott élő természetfeletti lényekkel próbálnak kapcsolatba lépni, de komoly nehézségekkel kerülnek szembe. | 2008. december 5.                   | 2009. február 22.          |
| 10    | Harcosok (Warriors)                       | Will egy régi barátja eltűnik, a csapat együtt igyekszik a nyomára akadni, ám Will élete is veszélybe kerül. A régi barátot egymással harcoló természetfelettiek között találják. Felbukkan Helen egy régi ismerőse is... | 2008. december 12.                  | 2009. március 1.           |
| 11    | Ösztön (Instinct)                         | Az időjós Amy Saunders, és operatőre, Zach egy raktárépületbe tartanak fantasztikus exkluzív riportot remélve egy vérengzés helyszínén. Ott azonban egy szörnyetegre bukkannak, és hamarosan a megjelenik Dr. Magnus és csapata is. | 2008. december 19.                  | 2009. március 8.           |
| 12-13 | Nagy felfedezések (Revelations)           | Dr. Magnus és társai egy, a természetfelettieket tizedelő vírusra bukkan, melynek hatására azok a normális emberekre támadnak. Druitt feltűnik a Menedékben, információi vannak arról, hogy fenyegetésért a Cabal a felelős. Az Ötök újra összejön, hogy együtt szerezzék meg az ellenszerhez szükséges ősi vért, miközben Ashley és Henry a Cabal laborját támadja. | 2008. december 29., 2009. január 5. | 2009. március 15., 22.     |

## 2. évad
| #     | Epizódok                             | Tartalom | Első vetítés          | Magyarországi első vetítés |
| ----- | ------------------------------------ | --- | --------------------- | -------------------------- |
| 14-15 | Az éjszakák vége (End of nights)     | Dr. Magnus és csapata minden erejével az eltűnt Ashleyt keresi, akit a Cabal ejtett foglyul. Ashley génjeinek megváltoztatásával a lány az Ötök minden képességével bír, és génjeit lemásolva egy új csapatot hoz létre a Cabal, melynek célja Dr. Magnus teljes hálózatának, a világon működő összes Menedék felszámolása. Helen, Will, Henry, John Druitt, Nikola Tesla és Declan MacRae, az angol Menedék vezetője egy csapatként próbálják elkerülni végzetüket. Tesla olyan fegyver kifejlesztésén dolgozik, mely halálos a génkezelt szupercsoportra. Helenre nehéz feladat hárul, Ashleyt is semlegesítenie kell. A lány az utolsó pillanatban visszanyeri régi önmagát, és az utolsó szuperellenséggel együtt az EM-pajzs ellenére teleportál. | 2009. október 9., 16. | 2010. január 20., 27.      |
| 16    | Dicshimnusz (Eulogy)                 | Dr. Magnus úgy hiszi, Ashley az EM-pajzs ellenére életben maradhatott, máshová teleportált, vagy akár a Menedék falain belül kötött ki. Nem adja fel a keresést, Willel együtt tovább próbálkozik. Eközben Henry és Kate Freelander egy újszülött stenopelhabilis kölyköt keresnek, mely veszélyessé válhat, ha kiszabadul az erős falak közül. A gyorsan fejlődő kölyök utáni nyomozás során Kate egyre inkább a csapat tagjává válik. Több sikertelen kísérlet után Helen feladni kényszerül hitét, és Ashley gyászszertartásával fejeződik be az epizód. | 2009. október 23.     | 2010. február 3.           |
| 17    | A hős (Hero)                         | Új szuperhős tűnik fel a város utcáin: a kissé kövér, lila jelmezbe bújt Walter megment minden bajbajutottat. Dr. Helen Magnus és társai, kiegészülve Declan MacRae-jel, ki akarják deríteni, milyen abnormális lénnyel van dolguk Walter személyében. Csellel sikerül elkapniuk őt, és rájönnek, hogy különleges képességeit álruhája generálja, ami maga az abnormális élőlény. Közben egy építkezésen egy nagy méretű, szemmel láthatóan kikelt tojásra bukkannak a munkások. Helen és Will a helyszínről a Menedékbe viszik további vizsgálatokra a vélhetően valami gyík- és rovarféle keverékének tojását. Kate Freelander öccse bajba kerül egy helyi bandával szemben, túszul ejtik őt, cserébe azt követelik Kate-től, hogy a Menedék egy „lakóját” juttassa kezükre. | 2009. október 30.     | 2010. február 10.          |
| 18    | Éjszakai felriadás (Pavor Nocturnus) | Dr. Magnus a romos és kihalt Menedék egyik folyosóján tér magához. Az épület üres, sem társai, sem az abnormális lakók nincsenek ott, és az egész város romokban hever. Az utcákon járva Helen próbál felfegyverkezni, mikor két ismeretlen elkapja őt és elhurcolja. Az egyikük Will Zimmerman, azonban ő nem hisz Magnusnak, mert úgy tudja, a nő három éve meghalt. Helen megtudja, hogy az egész világot megfertőzte egy ismeretlen vírus, alig százezer egészséges ember maradt csak. A többiek, emberek és abnormálisak egyaránt, valamiféle emberevő, lelketlen, céltalan szörnyeteggé váltak, Kate, Henry, Nagyfiú és Druitt is meghalt. Helen megpróbálja kideríteni, mi is történhetett, a fertőzés első áldozatát keresi... | 2009. november 6.     | 2010. február 17.          |
| 19    | Töredékek (Fragments)                | Rachelt, aki kutatóként a Menedéknek dolgozik és aki sokat segített Henrynek abban, hogy elfogadja, mi ő, saját laboratóriumában megtámadja egy abnormális lény, Jack. Henry társai segítségével megpróbálja felgöngyölíteni az esetet, hogy miért támadhatott Jack a nőre. Rachel a támadás miatt megfertőződik és kómába esik, majd Dr. Magnus sztázisba helyezi, hogy legyen ideje kidolgozni a megfelelő kezelést. Közben kiderül, hogy Rachel férje, Gerald nem nézte jó szemmel, hogy Rachel egyre több időt tölt az abnormális Jackkel, illetve felesége és Henry közvetlen kapcsolatának sem örült, emiatt elhatározta, hogy véget vet ezeknek. | 2009. november 13.    | 2010. február 24.          |
| 20    | Veritas (Veritas)                    | Will arra a hírre érkezik vissza a Menedékbe, hogy Nagyfiú meghalt, és bár Helen Magnus nem emlékszik semmire az elmúlt hétből, minden bizonyíték arra mutat, hogy ő lőtte le. Will, Henry és Kate azonnal kutatni kezdi, mi történhetett. Az események miatt Declan MacRae, és három telepatikus képességű abnormális is nyomozásba kezd, majd Dr. Magnusról megállapítják, hogy agya mentálisan sérült és bezárják őt. Will összeesküvést sejt, ám bizonyítani nem tud semmit, Helen valóban egyre zavartabban, paranoiásabban viselkedik. Henry egy Nagy Berta nevű abnormálisra bukkan a számítógépek átkutatása során, melyről kiderül, hogy a világ talán legveszélyesebb lénye, aki a föld tektonikus lemezeinek elmozdítására képes, és eltűnt. A nyomok szerint Helen keze van ebben is... | 2009. november 20.    | 2010. március 3.           |
| 21    | A következő kedd (Next Tuesday)      | Dr. Magnus és Will a Mexikói-öbölbe repülnek, ahol egy félénk, de intelligens vámpír tintahalat fognak be. Amikor visszaindulnak, a lény tombolni kezd a helikopter belsejében, gépük lezuhan egy olajfúrótorony tartályába. A helikopter fennakad az acélkábelek hálóján, a meghibásodás miatt a rádió nem működik, és a „félénk” abnormális tintahal agresszívvá válik. A gépnek potyautasa is van, egy hatalmas tengeri skorpió. A két lény egymás ellensége, Helen és Will pedig köztük reked... | 2009. december 4.     | 2010. március 10.          |
| 22    | Bűnbánat (Penance)                   | Dr. Magnus kérésére egy régi ismerőse, Jimmy (Michael Shanks) megszerez egy tűzelementált. A probléma az, hogy a veszélyes lényt egy bandafőnöktől lopta el, aki vissza akarja kapni. Helen és társai tűzharcba keverednek, Kate megsérül és Jimmyvel együtt bujkálni kényszerülnek, majd Will is a banda fogságába esik. A csapat többi tagja egyszerre próbálja Willt megmenteni és megtalálni Kate-et és Jimmyt... | 2009. december 11.    | 2010. március 17.          |
| 23    | Az alvók (Sleepers)                  | A városban fiatal fiúk és lányok tűnnek el vagy gyilkolják meg őket. Dr. Magnus és Will az egyik helyszínen egy szinte széttépett áldozatra bukkan. Az eltűnt fiatalok közös pontja egy exkluzív mexikói drogelvonó klinika, ahogy valamennyien megfordultak az utóbbi időben. Helen és Will Mexikóba megy, hogy a klinika tulajdonosától többet tudjon meg. Nagy meglepetésükre a tulajdonos Nikola Tesla, az Ötök tagja, és a kirakós darabkái lassan összeállnak. A drogfüggő fiatalokat Tesla vámpírokká változtatta, akik időközben már a világot akarják uralni. Tesla és Dr. Magnus társaival együtt próbálják megállítani és visszaváltoztatni őket. | 2009. december 18.    | 2010. március 24.          |
| 24    | Szellemjárás (Haunted)               | A Menedékben egy meghibásodott hajó több empatikus képességű túlélőjének megmentésén fáradozik Dr. Magnus segítőivel, John Druitt teleportálva menti ki az embereket a roncsról. Közben az egyik empata megérzi a Druittban rejtőző és egyre növekvő sötétséget, a gonosz pedig végez vele. Magnus hatástalanítja John-t, ám amikor a defibrillátorral visszahozza őt az életbe, a Menedék teljes rendszere leáll, Helen és a csapat többi tagja is csapdába esik az épület különböző helyiségeiben. John úgy érzi, megtisztult, vérszomja megszűnt, ebből jön rá, hogy az elektrosokk kiűzte a benne élő gonoszt, ami most saját céljait igyekszik megvalósítani: ölni akar. A egymástól elzárt csapat próbál kiutat találni, és miután a gonosz entitás újra birtokba vette testét, John önmagát feláldozva a semmibe teleportál. | 2010. január 8.       | 2010. március 31.          |
| 25-26 | Kali (Kali)                          | Mumbaiban meggyilkolnak egy férfit, aki menekülés közben elrejtette a testében lakozó makrit, a pókszerű abnormális lényt, mely elektromágneses impulzusokat képes kibocsátani. Ezzel egy időben a Föld több különböző helyszínén élő abnormális lények megzavarodnak, félelem jeleit mutatják. Will és Kate Mumbaiba megy a gyilkosságot kivizsgálni, ahol a makri Willt választja gazdatestének. A makri Nagy Berta kis termetű „genetikai unokatestvére”, kapcsolatban áll a hatalmas pókkal, mely a Föld tektonikus lemezeit képes elmozdítani elektromágneses impulzusaival. Edward Forsythe igyekszik megszerezni a makrit, hogy segítségével uralhassa Nagy Bertát – aki maga Kali – és saját céljaira alakíthassa általa a földfelszínt. Dr. Magnus, Kate és társaik egyszerre próbálják megtalálni az elrabolt Willt, az eltökélt Forsythe-ot és az addig egy óceán-mélyi tárolóban tartott és most elszabadult Nagy Bertát, közben Helennek a Menedék-hálózat vezetői előtt is felelnie kell azért a tettéért, hogy Bertát nem pusztította el évekkel korábban... | 2010. január 15.      | 2010. április 7., 14.      |

## 3. évad
| #  | Epizódok                                        | Tartalom | Első vetítés       | Magyarországi első vetítés |
| -- | ----------------------------------------------- | --- | ------------------ | -------------------------- |
| 27 | Kali (Kali)                                     | Dr. Magnus igyekszik rátalálni Nagy Bertára, Kate a szökőárral fenyegetett város evakuálásában vesz részt, Willnek pedig ismét kapcsolatot kell teremtenie Kalival, hogy véget vessenek a közeledő katasztrófának. | 2010. október 15.  |                            |
| 28 | Tűzfal (Firewall)                               | Willt a mesterségesen előidézett halála óta rémálmok gyötrik, Magnus próbál rájönni, mi is történhetett akkor. Két abnormális lény hatol be a Menedékbe, és ők is Will emlékeihez igyekeznek hozzáférni a halálában történtekről. | 2010. október 22.  |                            |
| 29 | Banki meló (Bank Job)                           | Egy bank széfjében kikel tojásából egy medúzaszerű abnormális lény. Az őt befogni igyekvő Magnus és társai kénytelen fogva tartani a bankban tartózkodókat, mert a lény valamelyikükben rejtőzött el. | 2010. október 29.  |                            |
| 30 | Vérvonal (Trail of Blood)                       | Nikola Tesla vészjelzésére Magnus és csapata Kolumbiába siet. Az egykori vámpírt az ősi vér által megnövekedett és felerősödött rovarok serege ejtette foglyul, mely a Cabal egykori laboratóriumából származott. Tesla kiszabadítása után Helenéknek a kijutás sem egyszerű. | 2010. november 5.  |                            |
| 31 | A hős 2. (Hero II. - Broken Arrow)              | Egy korábbi epizód során megszerzett abnormális lény rossz kezekbe kerül. A ruha formájában szuperképességeket adó lény Kate testét megszerezve megszökik. Dr. Magnusnak még a támadók előtt kell megtalálni és eltávolítani Kate-ről, mielőtt a lány életébe kerülne. Ehhez segítségére van Walter is, a korábbi hős. | 2010. november 12. |                            |
| 32 | Animus (Animus)                                 | Henry és Will egy angliai kisvárosban Henryhez hasonló farkasemberekre bukkannak, akik azonban bezárva és benyugtatózva élik életüket, mert félnek az átváltozástól. Henry feladata, hogy meggyőzze őket, az átváltozás irányítható. Ezalatt a Menedékben Dr. Magnus és Nikola Tesla a Magnus apja által hátrahagyott virtuális várost tanulmányozzák. | 2010. november 19. |                            |
| 33 | Árulás (Breach)                                 | Magnust egy régi ellenfele, a Jekyll és Hyde természetű Adam Worth csapdába csalja egy épületben, és a virtuális város által mutatott térképet akarja megszerezni tőle. | 2010. november 26. | 2011. június 1.            |
| 34 | A királyért és a hazáért (For King and Country) | Az előző epizódban Adam üldözése során Dr. Magnus halálos mértékű sugárfertőzést kap. Adam Worth és az ő élete is megmenthető, ha eljutnak a Föld mélyén rejlő városba. Azonban Adam nem túl együttműködő, mivel száz évvel korábban Magnus és társai voltak azok, akik a veszélyes szkizofrén férfit megpróbálták megölni. | 2010. december 3.  | 2011. június 3.            |
| 35 | Önbíráskodás (Vigilante)                        | Magnus nem ért egyet Will döntésével, hogy megmutassák Adamnek Üregesföldet, de Will elfogadja Adam felajánlását. Közben ismét megjelenik Jensen atya és a rendőr rejtélyes halálának esete. | 2010. december 10. | 2011. június 6.            |
| 36 | Üregesföldiek (Hollow Men)                      | A csapat a kulccsal a kezében bejut a városba, de még nem tudják, milyen veszélyek várnak rájuk a föld alatt. | 2010. december 17. | 2011. június 8.            |
| 37 | Pax Romana (Pax Romana)                         | A feltámadás után a csapatnak egy, az egész bolygó létét fenyegető veszéllyel kell szembenézniük. Helennek minél gyorsabban rá kell jönnie, hogyan gyógyíthatna meg egy hatalmas abnormálist, aki a magmamozgásokat irányítja. Eközben Adam Worth visszatér régi tervének folytatásához... | 2011. április 15.  | 2011. június 10.           |
| 38 | Másnaposság (Hangover)                          | Visszatérve egy éjszakai küldetésről Magnus a Menedéket feldúlva találja. Ki kell derítenie, mi történhetett, és nincs sok ideje, mivel néhány óra múlva ellenőrzésre érkezik az ENSZ biztonsági csoportjának vezetője. | 2011. április 22.  | 2011. június 13.           |
| 39 | Egy éjszaka (One Night)                         | Will éppen első randiját tölti Abbyvel, amikor egy ismeretlen csoport elrabolja őket. Hamarosan egy ismeretlen épületben találják magukat, ahol a két pszichológusnak meg kell mentenie a szervezet főnökét, akit egy tüskés abnormális megmérgezett. Ha nem teszik, megölik őket... | 2011. április 29.  | 2011. június 15.           |
| 40 | Metamorfózis (Metamorphosis)                    | Will nem jelenik meg a szokásos reggeli találkozón. Később kiderül, hogy azért nem, mert változások jelentek meg rajta, mely egyre jobban elhatalmasodik a testén és egy hüllőszerű lénnyé alakítja őt. | 2011. május 2.     | 2011. június 17.           |
| 41 | A szárnysegéd (Wingman)                         | Will és Henry páros randira mennek barátnőikkel, ám a dolgok rosszra fordulnak, amikor Magnus megkéri őket, hogy szállítsanak el egy abnormális lényt. A lény kiszabadul, ők pedig minél előbb próbálják elkapni, hogy tervezett vacsorájukra elmehessenek. | 2011. május 9.     | 2011. június 20.           |
| 42 | Az ébredés (Awakening)                          | Nikola Tesla ismét felbukkan, és Magnus segítségével feltámasztják a vámpírok királynőjét, Afinát. Tesla várakozásai ellenére Afina ellenük fordul. Annyi haszonnal azért járt az akció, hogy az ősvámpír vérével Tesla visszanyerte vámpírképességeit. | 2011. május 16.    | 2011. június 22.           |
| 43 | Normandia (Normandy)                            | Egy visszatekintésben a második világháborúba, Helen Magnus, James Watson és Griffin átélik a normandiai partraszállás eseményeit. Megtudhatjuk, hogy Magnusnak milyen szerepe volt a világtörténelem egyik legfontosabb eseményének bekövetkeztében... | 2011. május 23.    | 2011. június 24.           |
| 44 | Carentan (Carentan)                             | A csapat Carentan városába megy, miután többen rejtélyesen eltűnnek itt, például Ravi, a mumbai Menedék vezetője. Az odarendelt katonaság nem akar segíteni, így Magnus gyanakodni kezd, hogy mi lehet a háttérben. Willel útra indulnak, ám hamarosan egy időtorzító mezőben találják magukat, ahol egy nap alatt hat év telik el. A kupolából nem lehet kijutni, majd miután kiderül, hogy az egész Földet veszély fenyegeti, Magnusnak egy nagyon súlyos döntést kell meghoznia...                       | 2011. június 6.    | 2011. június 27.           |
| 45 | A semmiből (Out of the Blue)                    | Helen festőként, Will sebészként egy "másik életben" szomszédokként élnek. Álmaikban furcsa képek jelennek előttük, melyekből egyre inkább úgy érzik, jelenlegi életük nem valós, az álomképekben látott életet vélik igazinak. Megpróbálnak kitörni az ál-életből, melyet egy Üregesföldből elszabadult pszichoféreg okozott. | 2011. június 13.   | 2011. június 29.           |
| 46 | A sötétségbe (Into the Black)                   | Csapatokban érkeznek a felszínre Üregesföld abnormálisai. Az események okozója Adam Worth, aki több száz éve halott lányát akarja visszakapni időutazás segítségével. Ennek érdekében elpusztította a föld alatti várost. A felszínen növekszik az ellentét emberek és abnormálisok között, Magnusnak nem sok ideje van, hogy Worthöt megállítsa. Miközben Worth fegyvere hatalmas robbanásokat okoz a földön, és abnormálisok ezrei özönlik el a földet, Magnus Worth után megy az időben, vissza 1898-ba. | 2011. június 20.   | 2011. július 1.            |

## 4. évad
| #     | Epizódok           | Tartalom< | Első vetítés            | Magyarországi első vetítés |
| ----- | ------------------ | --- | ----------------------- | -------------------------- |
| 47    | Tempus             | Miután Adam Worth sikeresen megnyitotta a kaput az időutazáshoz 1898-ba, hogy lányát, Imogene-t megmenthesse a haláltól, Helen Magnus követi őt. Dr. James Watsonnal együtt igyekeznek Worth nyomára jutni és közben nem változtatni a történelmen. Egy üldözés során Adam lövése célt téveszt, és egy épület faláról omladék zuhan a lányára, aki belehal a balesetbe, Magnus lelövi a jövőbeli Adamet, a korabeli Adam pedig a helyszínre érkezve Magnust hibáztatja lánya haláláért. Miután a jövőbeli Adam összes nyomát sikerül eltakarítani, Helen - mivel nincs helye 1898-ban - 113 évre elvonul a világtól oda, ahol nem kerülhet kapcsolatban a kor embereivel.       | 2011. október 7.        |                            |
| 48    | Uprising           | Miután abnormálisok ezrei öntötték el a Föld felszínét, a lények és az emberek közötti konfliktus felerősödik, táborukban katonákat és a Menedék embereit is túszul ejtik. A hadsereg komoly pusztítást végez soraikban, és míg Magnus távolléte ismeretlen, társai próbálnak megoldást találni a helyzetre. Henrynek sikerül betörnie a katonai számítógépbe, hogy késleltesse a következő támadás, közben Magnus sok év elvonultság után visszatér és segítségével sikerül a katonai támadást leállítani, a Menedék visszakapja az irányítást a békés megoldás kidolgozására. Az abnormálisok jelentős része visszatér Üregesföldbe.                                          | 2011. október 14.       |                            |
| 49    | Untouchable        | Miközben a Menedék csapata lázasan dolgozik egy közelgő ENSZ felülvizsgálat előkészületein, a farkasember, Erika toppan be az épületbe és közli Henryvel, hogy apa lesz. Az ENSZ ügynöke, Addison a Menedéket hibáztatja a korábbi részek lázadásai illetve a halálesetek miatt, melyeket a még mindig a Föld felszínén kószáló abnormálisok okoznak. Magnus szerint egy telepatikus képességekkel bíró lény, a Crixorum a vezérük, ezért megpróbálják őt mások előtt biztonságba helyezni. Addison teljesen át akarta venni az irányítást a Menedék fölött, ezért kissé félrevezették, majd Magnus el is zavarta a Menedékből.                                                 | 2011. október 21.       |                            |
| 50    | Monsoon            | Helen Magnus Afrikába utazik, hogy találkozzon egyik szövetségesükkel, Richard Felizzel. A repülőtéren várakozó embereket néhány abnormálisból álló csapat megtámadja, akik Feliz pénzére pályáznak. Helennek sikerül megszöknie a társaságtól, meg kell akadályoznia, hogy az érkező Feliz gépe leszálljon, mert ha a pénzt megkapják, a támadók megölnek mindenkit. Eközben a Menedékben Henry, Will, Abby és társa egy szökött stenopelhabilisra vadásznak. | 2011. október 28.       |                            |
| 51    | Resistance         | Helen és Henry egy abnormális nyomát követve az Új-Mexikói sivatagba utazik, ahol egy titkos egységre bukkannak, melynek vezetője Nikola Tesla. A kormány azt a megbízatást adta neki, hogy a Föld felszínén maradt üregesföldi abnormálisokat tanulmányozza, de ő csak azért vállalta el, hogy közben saját kutatásán dolgozhasson. Tesztelése közben egy csápos szörnyeteg került a bázisra, majd Henryt is elragadta. | 2011. november 4.       |                            |
| 52    | Homecoming         | Will a libériai Menedékbe utazik, hogy pénzzel lássa el a csapatot. Monroviában lázongások folynak a közeledő választások miatt. Will is támadás áldozatául esik, egy ütés következtében eszméletét és ideiglenesen a látását is elveszíti. A Menedékbe két denevérszerű lény érkezik segítségért, de mikor Magnus semmi balesetre utaló jelet nem talál, elárulják, hogy egy vörös listás abnormális szállítmányról van információjuk. | 2011. november 11.      |                            |
| 53    | Icebreaker         | Henry és Declan egy csapattal egy abnormálisokat szállító jégtörő hajó felfedezésére indul, amely kisodródott egy fagyott területen. Döbbenetükre a hajó teljes legénységét és az összes lényt holtan találják, majd hamarosan kiderítik, hogy valószínűleg egymással végeztek. Rövidesen felbukkan Helen és Will is, és a hajó átkutatása közben egy ismerős szituációban találják magukat. | 2011. november 18.      |                            |
| 54    | Fugue              | Will barátnője, Abby egy parazita hatására abnormális lénnyé alakul, mely csak énekelve képes kommunikálni, és egyre jobban átveszi a hatalmat a lány teste fölött. Magnus csak egy meglehetősen durva beavatkozással képes megmenteni az életét. | 2011. november 25.      |                            |
| 55    | Chimera            | Nikola és Magnus a számítógépes rendszerre csatlakozik, hogy rátaláljanak egy rejtett nannitra a hálózatban, mely fenyegeti a rendszert és a világot is. Ezzel a Menedék egy virtuális változatában találják magukat. Találkoznak egy Adam Worth alakjában megjelenő interfésszel, aki nem akarja vissza engedni őket. Végül Will is a virtuális térbe megy, hogy kisegítse őket. Adam csapdába ejti őket, majd kényszeríti Magnust, hogy válasszon a két férfi közül: az egyikük a virtuális világban marad Magnussal örökre, a másik testében pedig Adam a valódi világba juthat.                                                                                             | 2011. november 29.      |                            |
| 56    | Acolyte            | Feltűnik újra Kate Freelander, mert információi vannak arról, hogy az üregesföldi abnormálisok egy ellenálló csoportja támadást szervez. Magnusnak és csapatának rá kell jönnie, mikor, hol és hogyan szervezik azt. Közben nem akadnak a nyomára egy ideje Nagyfiúnak, aki esetleg benne lehet a tervezett támadásban. | 2011. december 9.       |                            |
| 57    | The Depths         | Henry újabb célpontokra bukkan, melyek felé az abnormálisokat támadó katonai csapatok (SCIU) tartanak. Az egyik Helen Magnus gyanúja szerint egy abnormális kígyó lehet, melynek a felkutatását egyszer már apja is feladta 1909-ben. A kígyót a primitív kultúrák istenként tisztelték, mely követőinek bölcsességet és erőt adott. Helen és Will utazik a helyszínre, ahol a katonák egy barlangban már csapdába ejtették az óriási kígyót. Támadásuk kudarcba fullad, majd az omladozó barlangban rekednek a kígyóval együtt. | 2011. december 16.      |                            |
| 58-59 | Sanctuary for None | Caleb és az abnormális lények Dr. Magnus segítségét kérik, hogy a város egy részében kialakíthassák saját negyedüket, ahol szabadon élhetnek. Addison ügynök a saját oldalára állítja Willt. Miközben Magnus segíteni próbál az abnormális negyed létrehozásában, rá kell jönnie, hogy Caleb egy genetikai változásokat okozó anyag segítségével át akarja alakítani az emberiség nagy részét abnormális lénnyé, hogy átvehessék a Föld felszín irányítását. Azonban a SCIU körbezárja őket a negyedben, majd elpusztításukat tervezik. Dr. Magnus végül Addison és Will együttműködésével kimenekíti onnan a lényeket, azonban Caleb elpusztításával a Menedék is megsemmisül. | 2011. december 23., 30. |                            |